# Deportivo Cali
Asociación Deportivo Cali, zkráceně Deportivo Cali, je fotbalový klub z kolumbijského města Cali.

## Historie
Klub byl založen v roce 1912. Patří mezi nejúspěšnější v zemi. V letech 1978 a 1999 hrál finále Poháru osvoboditelů.

## Úspěchy
Národní
- Categoría Primera A:

Vítěz (9): 1965, 1967, 1969, 1970, 1974, 1995–96, 1998, 2005–II, 2015–I
- Copa Colombia:

Vítěz (1): 2010
- Superliga Colombiana:

Vítěz (1): 2014
Mezinárodní
- Pohár osvoboditelů:

Finalista (2): 1978, 1999
- Copa Merconorte:

Finalista (1): 1998